# Юстедаль (льодовик)
Юстедал, або Юстедалбреен (норв. Jostedalsbreen) — найбільший льодовик континентальної Європи. Розташований у фюльке Согн-ог-Ф'юране, Норвегія, на північ від Согнефіорду, третього у світі фіорду за довжиною та найбільшого у світі, який не замерзає. Льодовик розташований у комунах Лустер, Согндал, Йольстер[джерело?] і Стрюн. Найвищою гірською вершиною льодовика є нунатак Лудалскопа (норв. Lodalskåpa) висотою 2083 м.н.м.

## Географія
Площа льодовика Юстедал складає 474 км² (2006).
Більші льодовики в Європі є лише на островах Ісландія, Шпіцберген та Нова Земля.
Юстедал розташований на висоті від 345 до 2008 м.н.м., втім його середня висота - 1 450 м.н.м. Найвищою його точкою є Гегсте-Бреакулен (норв. Høgste Breakulen). Найтовща частина льодовика сягає 500 м, максимальна довжина — бл. 40 км у північно-східному напрямку, а ширина — бл. 15 км у південно-західному напрямку.
Під льодовиком розташована гнейсова долина, яка залишилась після останнього льодовикового періоду.
Льодовик підтримується за рахунок значного обсягу снігопадів у регіоні, а не за рахунок низьких температур. Це призводить до значного рівня танення на його нижніх кордонах.

## Історія

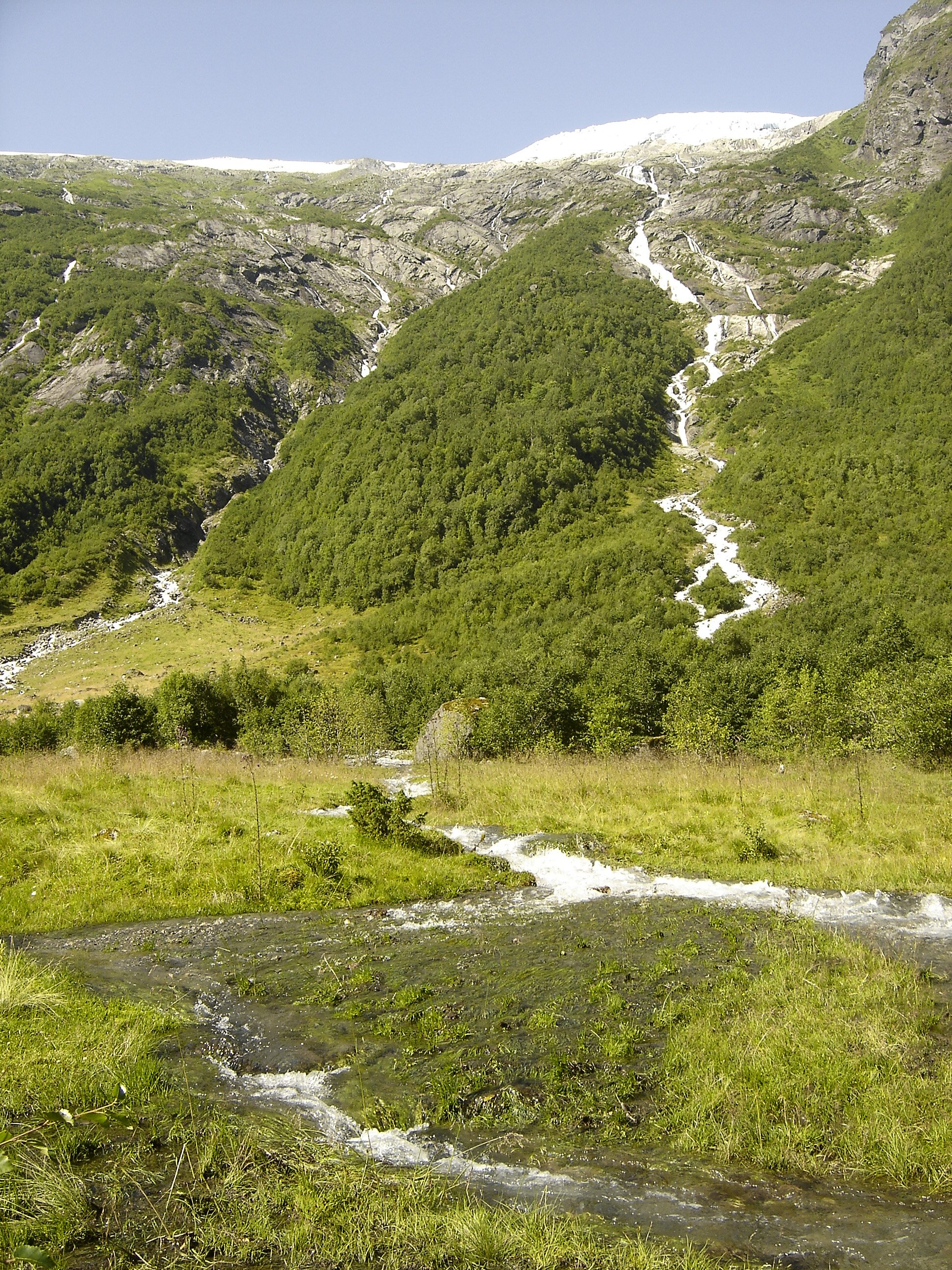
Невеликий каньйон льодовика Юстедал біля с. Юстедал

Льодовик Юстедал не є залишком з останнього льодовикового періоду, а утворився значно пізніше, близько 500 до н. е., коли відбулося похолодання клімату, яке дозволило розпочати формування льодовиків. На той час фірнова лінія була на 400 метрів вища, ніж зараз. Найхолоднішим періодом в історії льодовика ймовірно був час з 16 по 19 сторіччя. Найхолоднішою точкою були 1750-ті (див. також: Малий льодовиковий період), коли льодовики Норвегії приросли найбільше. З того часу вони поступово зменшуються.

## Рукави льодовика
Юстедал має близько 28 рукавів, найпомітнішими з яких є льодовики Нігард та Тунсбергдал біля селища Юстедал, Бріксдал біля с. Олден, Бея (Bøyabreen) біля с. Ф'єрланн, Х'єнндал та Тіндеф'єль біля с. Лоен, та Еустердал.
2006 року Бріксдал відступив на 146 метрів і з тих пір перебуває під загрозою відриву від основного льодовика.

## Нещасні випадки
В 1972 році на плато льодовика Юстедал впав маленький літак, пілот якого загинув. Літак не змогли підняти з льодовика і він в наступні роки повністю сховався під снігом та кригою. Залишки літака не з'явилися на поверхні досі. Експерти очікують, що колись вони спливуть на кінці льодовика Бойя.

## Національний парк
Льодовик є частиною національного парку Юстедалсбреен площею 1315 км², заснованого в 1991 році. Національний парк охоплює як сам льодовик з рукавами, так і оточуючі фієльди (гірські ландшафти Норвегії). У парку розташовані три центри відвідувань із льодовиковими музеями: Breheimsenteret в с. Юстедал, Центр Національного парку Юстедалсбреен у с. Оппстрюн та Норвезький музей льодовиків у с. Ф'єрланн.